# بنیو
بنیو (انگلیسی: Benu) یک رستوران سه ستارهٔ آمریکایی در محلهٔ ساوت آو مارکت (SoMa) سان فرانسیسکو است که در سال ۲۰۱۰ آغاز به‌کار کرد و متمرکز بر آشپزی نوین آمریکایی است. این رستوران را کوری لی راه‌اندازی کرد که پیش‌تر سرآشپز ارشد فرنچ لاندری بود. این رستوران در سال ۲۰۱۹ در فهرست ۵۰ رستوران برتر جهان قرار گرفت.